# Jewhen Tschykalenko

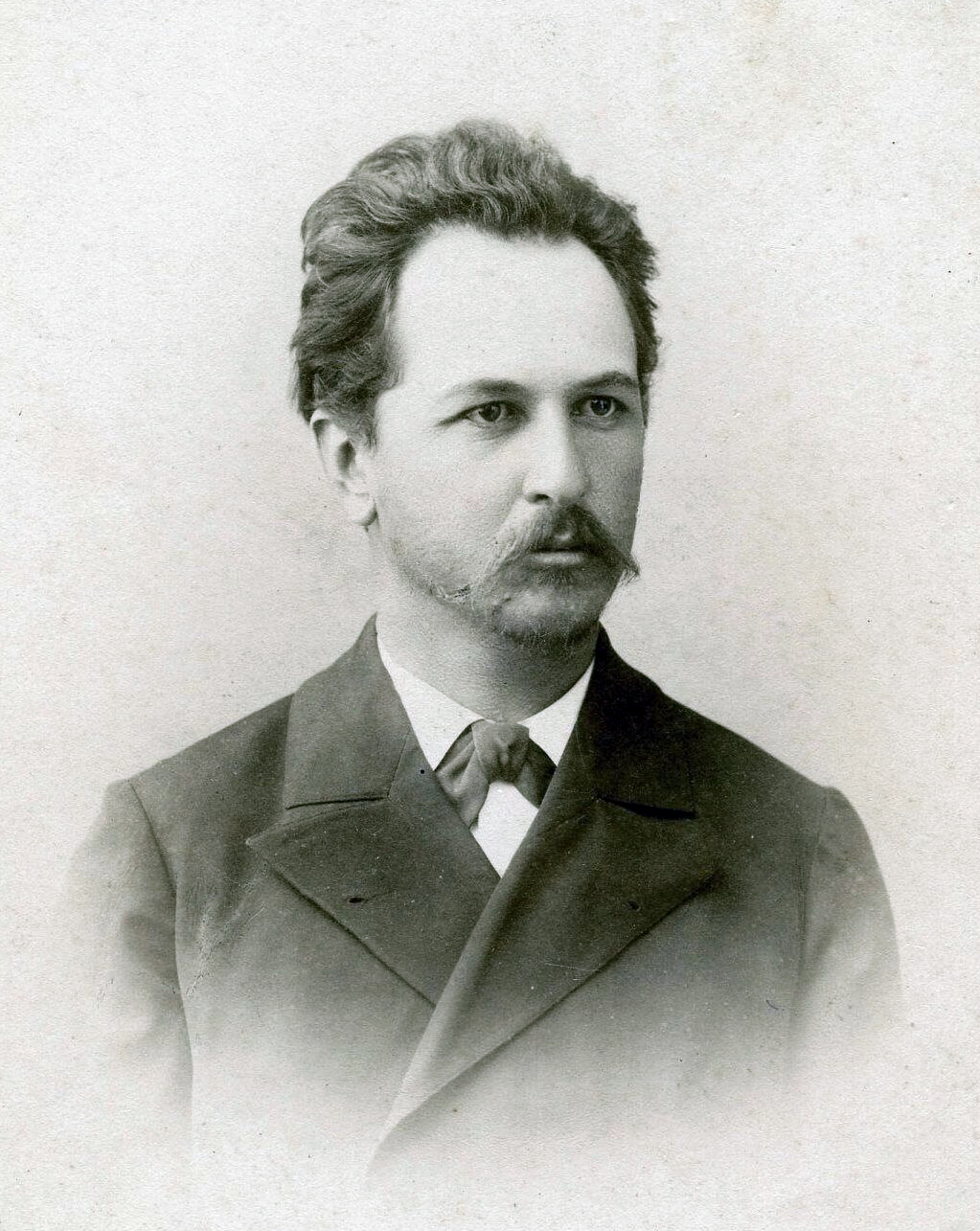
Jewhen Tschykalenko

Jewhen Charlamowytsch Tschykalenko (ukrainisch Євген Харламович Чикаленко, russisch Евгений Харлампиевич Чикаленко Jewgeni Charlampijewitsch Tschikalenko; * 9. Dezemberjul. / 21. Dezember 1861greg. in Pereschory, Gouvernement Cherson, Russisches Kaiserreich; † 20. Juni 1929 in Prag, Tschechoslowakei) war ein ukrainischer Mäzen der ukrainischen Kultur, Agronom, Landbesitzer, Verleger und Publizist.

## Leben
Jewhen Tschykalenko kam in Pereschory (Перешори) im heutigen Rajon Podilsk der ukrainischen Oblast Odessa zur Welt.
Er besuchte das Gymnasium in Jelisawetgrad, dem heutigen Kropywnyzkyj, wo er über Panas Saksahanskyj, einem seiner Klassenkameraden, Bekanntschaft mit dessen Brüdern Iwan Karpenko-Karyj und Mykola Sadowskyj schloss. Ein weiterer Klassenkamerad war der spätere Dichter, Romancier und Journalist Oleksandr Tarkowskyj (Олександр Карлович Тарковський), Vater des Lyrikers Arseni Tarkowski und Großvater des Filmemachers Andrei Tarkowski.
Ab 1881 studierte er Agronomie an der Naturwissenschaftlichen Fakultät der Universität Charkiw, wo er seine Frau kennen lernte und der geheimen ukrainischen Studentenorganisation „Drahaniwska-Gemeinschaft“ nahestand. Aus diesem Grund wurde er 1885 verhaftet und nach Pereschory deportiert, wo er die nächsten fünf Jahre unter Polizeiaufsicht verbrachte, aber auch erfolgreich das Landgut seines Onkels führte, dass er nach dessen Tod erbte.
Von 1894 an lebte er in Odessa, wo er unter anderem die Ausgabe des „Russisch-ukrainischen Wörterbuchs“ von Mychajlo Komarow (Михайло Федорович Комаров) finanzierte. Außerdem organisierte er die Daniil Mordowzew-Stiftung der Wissenschaftlichen Gesellschaft Schewtschenko in Lemberg zur Unterstützung ukrainischer Schriftsteller.
1900 zog er nach Kiew, wo er im selben Jahr aktives Mitglied der Hromada wurde.
1905 begann er dort, unter anderem mit finanzieller Hilfe von Wassyl Symyrenko, mit der Veröffentlichung der ersten Tageszeitung in der Ukraine am Dnepr, die sich zuerst „öffentliche Meinung“ und anschließend „Rada“ nannte. In deren Redaktion arbeitete zu unterschiedlichen Zeiten unter anderem Borys Hrintschenko und dessen Frau Marija Hrintschenko, Serhij Jefremow, Mykola Woronyj, Symon Petljura, Dmytro Doroschenko und Ljudmyla Staryzka-Tschernjachiwska.
Von seiner Frau, mit der er fünf gemeinsame Kinder hatte, trennte er sich 1909 und lebte fortan, standesamtlich getraut, mit deren wesentlich jüngeren Nichte zusammen, die ein Jahr vor ihm verstarb.
Zwischen 1914 und 1917 verbarg er sich in Finnland, Petrograd und Moskau vor der Polizei. Im März 1917 wurde er in Kiew Herausgeber der Zeitung „Nova Rada“ und im April 1918 wurde er für die Partei der Union der ukrainischen autonomen Föderalisten Abgeordneter der Zentralna Rada. Im Januar 1919 verließ Tschykalenko die nun sowjetische Ukraine und zog ins westukrainische Stanislaw, dass aber kurze Zeit später durch die Zweite Polnische Republik annektiert wurde.
So emigrierte er 1920 ins österreichische Wien und von dort aus 1925 in die Tschechoslowakei, wo er zum Vorsitzenden der Terminologiekommission der Ukrainischen Wirtschaftsakademie in Poděbrady gewählt wurde.
Jewhen Tschykalenko starb 1929, 67-jährig nach langer Krankheit, in Prag. Sein Leichnam wurde gemäß seinem Willen im Krematorium eingeäschert.